# Рахматуллина, Анастасия Рауфовна
Анастасия Рауфовна Рахматуллина (14 сентября 1987) — российская футболистка, защитница и нападающая, представлявшая также Азербайджан. Мастер спорта России международного класса (2007).

## Биография
В начале карьеры выступала за клубы высшей лиги России — «Приалит» (Реутов), «Химки». Сезон 2008 года начала в клубе «Энергия» (Воронеж), но сыграв 4 матча на старте, покинула команду.
В составе студенческой сборной России в 2007 году стала серебряным призёром футбольного турнира Всемирной Универсиады.
В 2009 году вместе с группой российских футболисток приняла предложение выступать за Азербайджан. Играла за молодёжную сборную страны (до 19 лет) по поддельным документам на имя Анастасия Рахманова, за что позднее получила годичную дисквалификацию от УЕФА.
В 2010 году играла в чемпионате России по мини-футболу за клуб «Волжанка» (Чебоксары). В игре против самарского клуба (16:0) забила 11 голов. Затем несколько лет выступала в первом дивизионе по большому футболу за клуб «Мариэлочка» (Йошкар-Ола), была капитаном команды. После расформирования «Мариэлочки» некоторое время играла за казанский «Мирас».
По состоянию на 2019 год работала тренером детской команды «Зара» (Йошкар-Ола).